# Куза-Воде (Стенкуца, Бреїла)
Куза-Воде (рум. Cuza Vodă) — село у повіті Бреїла в Румунії. Входить до складу комуни Стенкуца.
Село розташоване на відстані 140 км на північний схід від Бухареста, 42 км на південний захід від Бреїли, 110 км на північний захід від Констанци, 60 км на південний захід від Галаца.

## Населення
За даними перепису населення 2002 року у селі проживали 1594 особи, усі — румуни. Усі жителі села рідною мовою назвали румунську.